# Wichman Młodszy

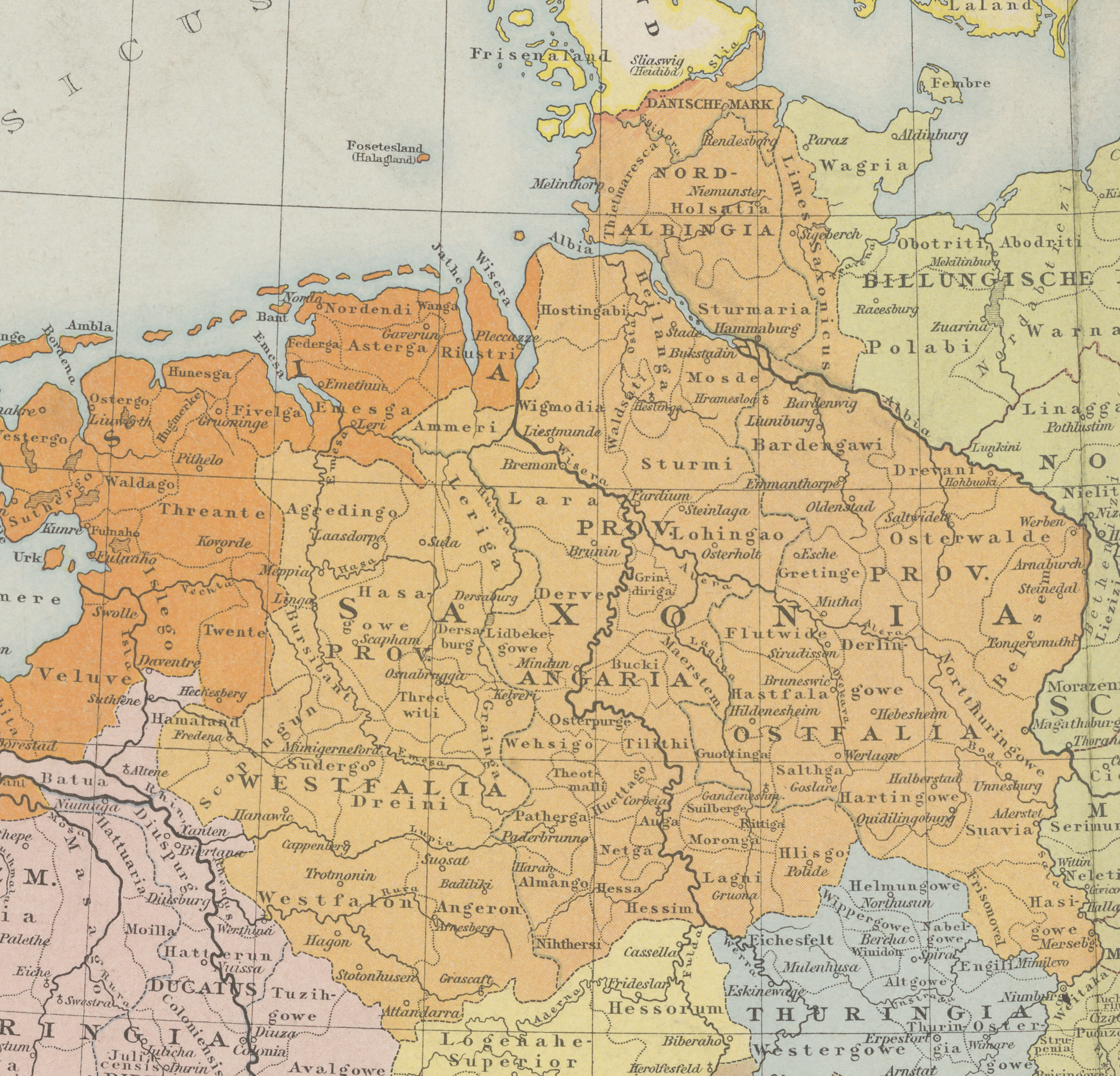
Saksonia w roku 1000.

Wichman II Młodszy (ur. ok. 930; zm. 22 września 967 roku) – graf z rodu Billungów, saski hrabia i banita, syn Wichmana Starszego.
Wygnany z Saksonii, dostał się na służbę margrabiego Gero. Na czele pogańskich Redarów i Wolinian najeżdżał państwo Mieszka I. W 963 roku zadał mu klęskę, w bitwie tej poległ nieznany z imienia brat Mieszka. Pokonany w 967 roku przez połączone siły polsko-czeskie, Wichman zmarł na polu bitwy w wyniku odniesionych ran.

## Życiorys
Wichman Młodszy pochodził z rodu Billungów. Był synem Wichmana Starszego (zwanego również Wichmanem I) i Frideruny, hrabianki westfalskiej; ciotecznym bratem cesarza Ottona I Wielkiego.
Skazany przez cesarza na wygnanie, schronił się u Duńczyków. W 962 roku zaoferował swoje usługi Haraldowi Gormssonowi, królowi Danii; ten jednak nie skorzystał. W 963 próbował zdobyć łaski margrabiego Gerona. Później udał się do Wieletów, będących w stanie wojny z Polanami.
W 964 i/lub 965 roku (według starszej literatury w 963 roku) sprzymierzony z Wieletami dwukrotnie najechał ziemie Mieszka I, dwukrotnie go pokonując. W jednej z bitew zginął nieznany z imienia brat Mieszka.
Trzecia wyprawa miała miejsce w 967, czyli rok po chrzcie Polski. Połączone siły Wieletów i Wolinian wyruszyły w kierunku ziem Mieszka I. Tym razem jednak Mieszko I był lepiej przygotowany (m.in. uzyskał pomoc wojskową z Czech) i odparł najazd. Podczas bitwy w 967 Wichman chciał uciec z pola walki, lecz poległ podczas ucieczki. 
Jak napisał kronikarz Widukind z Korbei, Mieszko I jako amicus imperatoris (przyjaciel cesarza) przesłał cesarzowi Ottonowi I wiadomość o śmierci Wichmana oraz jego broń.